# Bigorexia

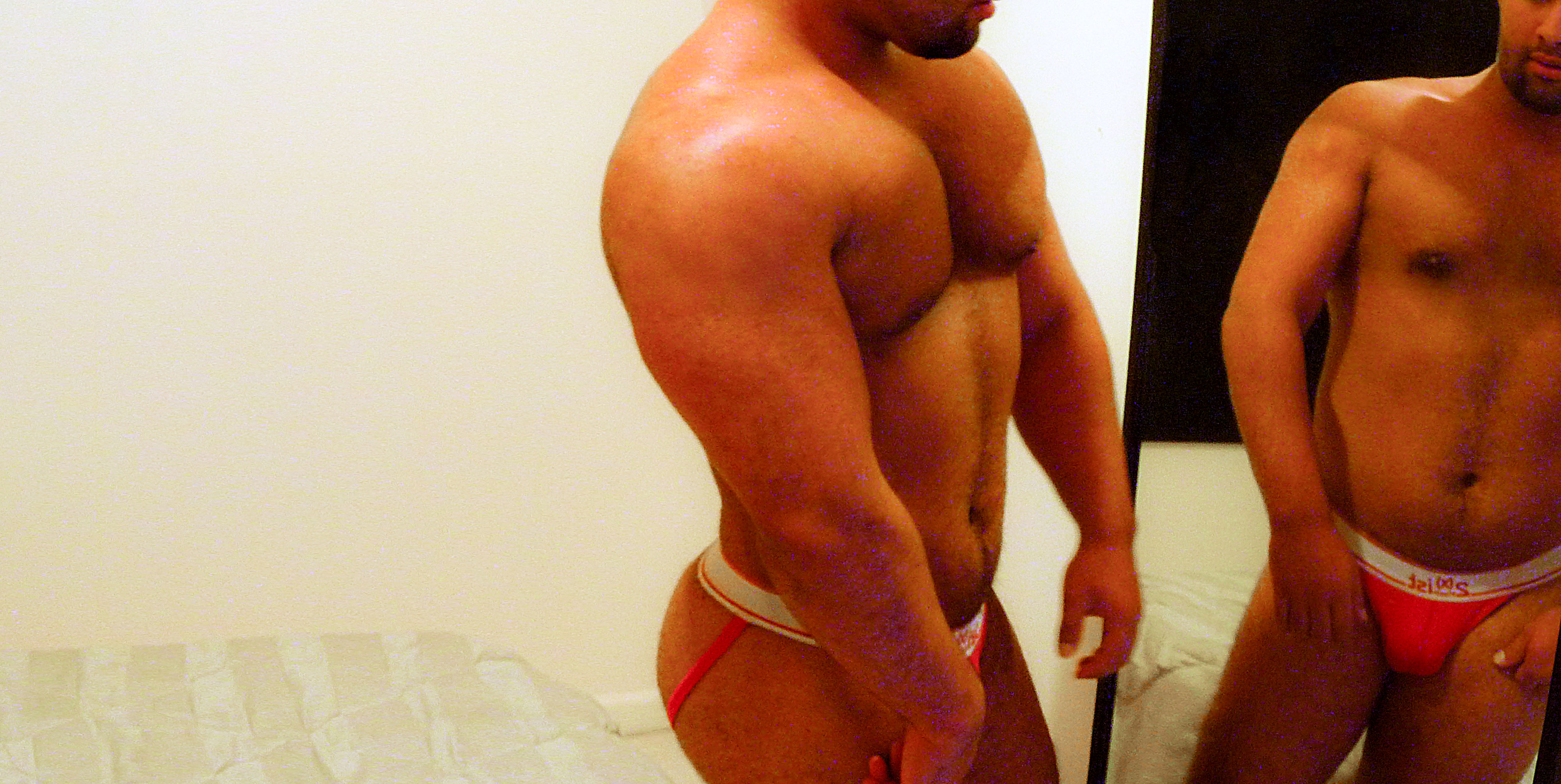

Bigorexia (ook wel spierdysmorfie of bigorexia nervosa) is een aandoening waarbij iemand een obsessieve preoccupatie heeft met de opbouw van spiermassa voorkomend uit een irrealistisch zelfbeeld dat diens lichaam te weinig spiermassa (en te veel vet) bevat. Bigorexie valt binnen het Diagnostic and Statistical Manual of Mental Disorders onder de noemer stoornis van de lichaamsbeleving en is vergelijkbaar met de ziekte anorexia nervosa. Bigorexia komt voornamelijk voor bij mannen.

## Stoornis van de lichaamsbeleving
Het adoniscomplex is volgens de systematiek van de Diagnostic and Statistical Manual of Mental Disorders (DSM) een stoornis van de lichaamsbeleving (body dysmorphic disorder). Sommige mensen die niet tevreden zijn over hun uiterlijk ontwikkelen een sterke drang om hun lichaam te wijzigen door training, speciale voeding of medische ingrepen. Hier onder worden verschillende DSM-kenmerken beschreven die ook gelden voor het adoniscomplex:
- Veelvuldig delen van het lichaam opmeten in de hoop dat ze zo groot, zo klein of zo symmetrisch zijn als men wil;
- Veel tijd besteden aan het zoeken naar informatie of lezen over uiterlijke problemen in de hoop men zich kan geruststellen over hoe men eruitziet of een oplossing kan vinden voor het probleem;
- Buitensporig veel geld besteden aan uiterlijk om het vermeende defect te verbeteren of verhullen (cosmetica, kleding en dergelijke);
- Buitensporig trainen om het uiterlijk te verbeteren;
- Cosmetische chirurgie willen, dermatologische behandeling of een andere medische behandeling die de uiterlijke problemen kan verhelpen terwijl andere mensen (vrienden of doktoren) gezegd hebben dat behandeling niet nodig is. Chirurgen hebben gezegd dat het probleem te klein is of dat ze bang zijn dat men niet tevreden zal zijn met het resultaat.

## Verschijnselen
Er zijn geen criteria voor het adoniscomplex, maar het gaat bij mannen over een enorme druk om fysieke perfectie te bereiken. Dit uit zich in gedwongen gewichtheffen en het gebruik van anabole steroïden en obsessief en dwangmatig bezig zijn met de spieren. De zoektocht naar een gespierder lichaam kan zo allesoverheersend worden, dat mannen hun carrière opofferen en hun emotionele en fysieke ontwikkeling onder zware druk zetten.

## Bodybuilders en onderzoeken
Uit een Amerikaans onderzoek van Psychology Today naar de lichaamsbeleving van mannen en vrouwen in 1997 blijkt dat steeds meer mannen ontevreden zijn over hun uiterlijk. Meer mannen zijn - in verhouding tot vrouwen - ontevredener over hun borst. De Amerikaanse psychiater Harrison Pope vindt dat bodybuilders die zich te 'klein' blijven vinden ook tot de groep BDD horen. Pope adviseert hiervoor psychiatrische hulp en behandeling.
Naar schatting zijn er in Nederland tussen de 50.000 en de 100.000 mannen gepreoccupeerd met hun lichaam, zo blijkt uit een onderzoek van Men's Health (Bron: Zembla).
De resultaten van het onderzoek:
- ongeveer 70% van de mannen is onzeker over hun buik;
- ongeveer 40% van de mannen maakt zich ernstige zorgen over hun uiterlijk;
- ongeveer 50% van de mannen let op hun calorieëninname;
- ongeveer 60% van de alleenstaande mannen wil meer spiermassa. Mannen met een relatie zijn minder kritisch.

## Adoniscomplex

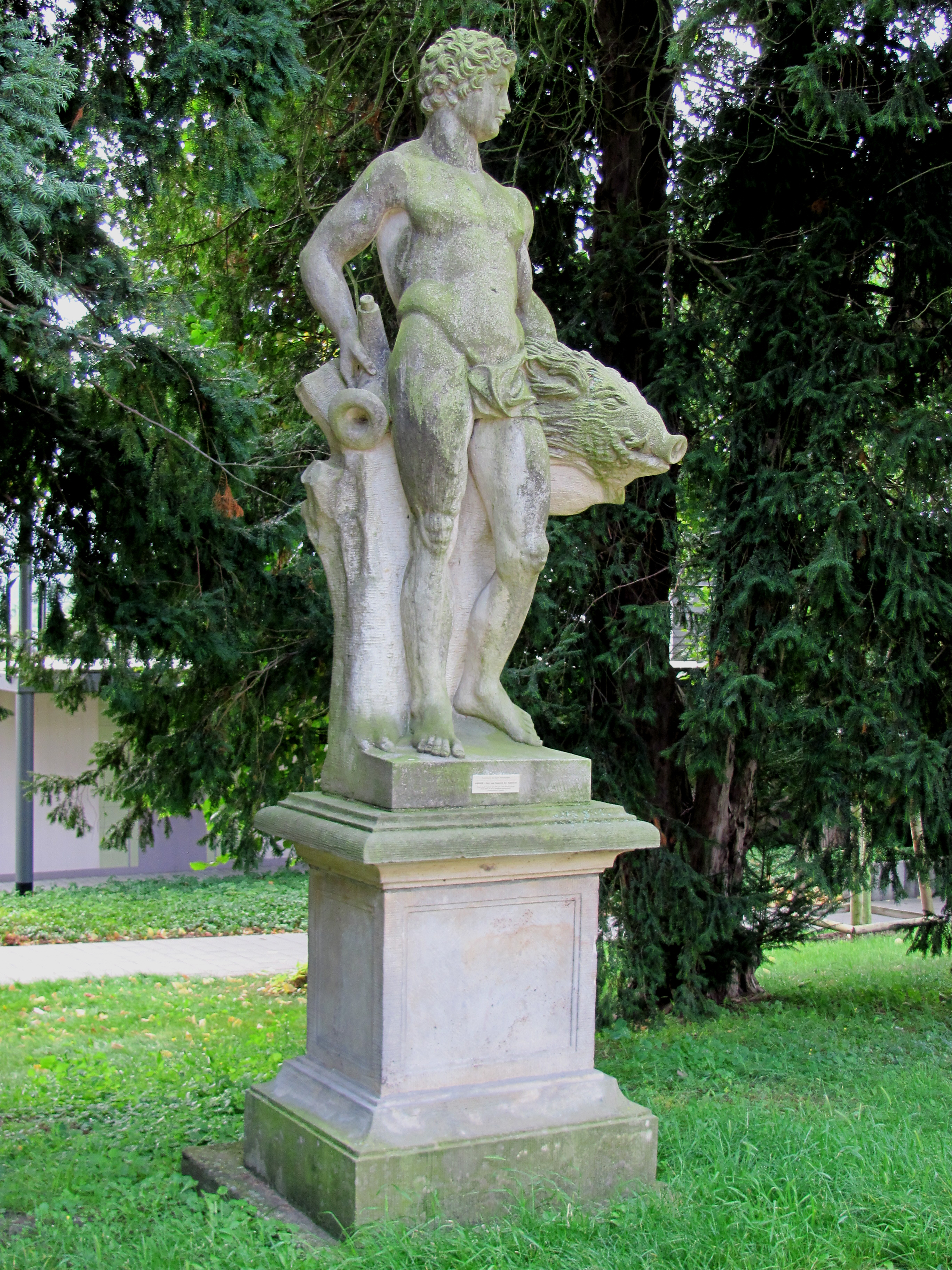
Het adoniscomplex is vernoemd naar Adonis uit de Griekse mythologie

Bigorexia wordt ook wel het Adoniscomplex genoemd, naar Adonis uit de Griekse mythologie, die de verpersoonlijking van mannelijke schoonheid was.